# Vilar de Andorinho
Vilar de Andorinho is een plaats (freguesia) in de Portugese gemeente Vila Nova de Gaia en telt 16.710 inwoners (2001).